# Oh, Boy!
«Oh Boy!» es una canción que al principio fue realizada por la banda Buddy Holly & The Crickets. Fue escrita por Sonny West y Bill Tilghman; Norman Petty dice ser uno de los compositores. Fue grabada entre el 29 de junio y el 1 de julio de 1957 en los estudios de Clovis, Nuevo México, con Buddy Holly como cantante y The Crickets en los coros. La canción esta en A-A-B-A (La-La-Si-La) con un verso de blues de 12 compases y un puente de 8 compases.

## Lanzamientos y versiones

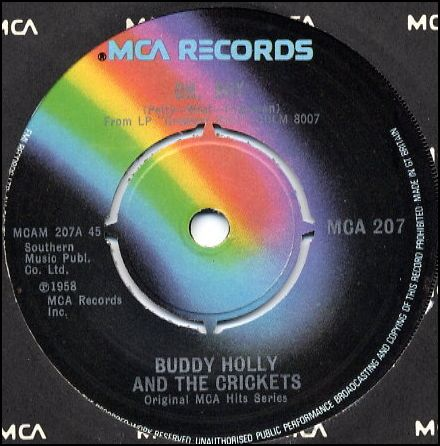
El sencillo "Oh Boy!" por MCA Records.

Es la canción apertura del álbum The "Chirping" Crickets, y también fue publicada en sencillo, y con "Not Fade Away" en el lado B. La canción llegó a la posición n.º 10 en Estados Unidos, y n.º 3 en Reino Unido a principios de 1958.

## Grabación
"Oh, Boy!" fue grabada junto a otras canciones, en el estudio de Norman Petty, en Clovis, Nuevo México. Se registró del 29 de julio al 1 de junio de 1957, junto a otras canciones como "Listen To Me" y "Peggy Sue". Se grabó con Holly en voz líder y en guitarra rítmica junto a Niki Sullivan en guitarra, con The Crickets en los coros, Joe Mauldin en contrabajo, y Jerry Allison en batería.
Más tarde en 1975, MCA Records reeditó a "Oh Boy!" junto a "Everyday" como lado B, con el catálogo 207.